# Matamorosa
Matamorosa es una localidad española, capital del municipio de Campoo de Enmedio, en Cantabria. Es el segundo núcleo más poblado de la comarca de Campoo-Los Valles después de Reinosa. En el año 2024, Matamorosa contaba con una población de 1322 habitantes (INE). La localidad se encuentra a 885 m s. n. m. (metros sobre el nivel del mar), en la ribera del brazo sur del río Híjar.
A principios del siglo XX la localidad experimentó un crecimiento urbano y demográfico muy importante debido a la cercanía de las factorías siderúrgicas de la vecina ciudad de Reinosa. De hecho su crecimiento urbanístico provocó que los núcleos urbanos de ambas localidades hayan formado un conjunto urbano casi continuo que solo está separado por el río Híjar.
En cuanto al patrimonio de la localidad se destaca la iglesia del pueblo, dedicada a San Miguel y que data del año 1778.

## Patrimonio pontonero
- Puente del Camino Real sobre el río Híjar. Construido a finales del siglo XVIII en estilo clasicista como servicio al viejo Camino de Reynosa o Camino Real de Palencia-Santander. Actualmente se encuentra en la carretera nacional N-611 a la altura de su PK 137.

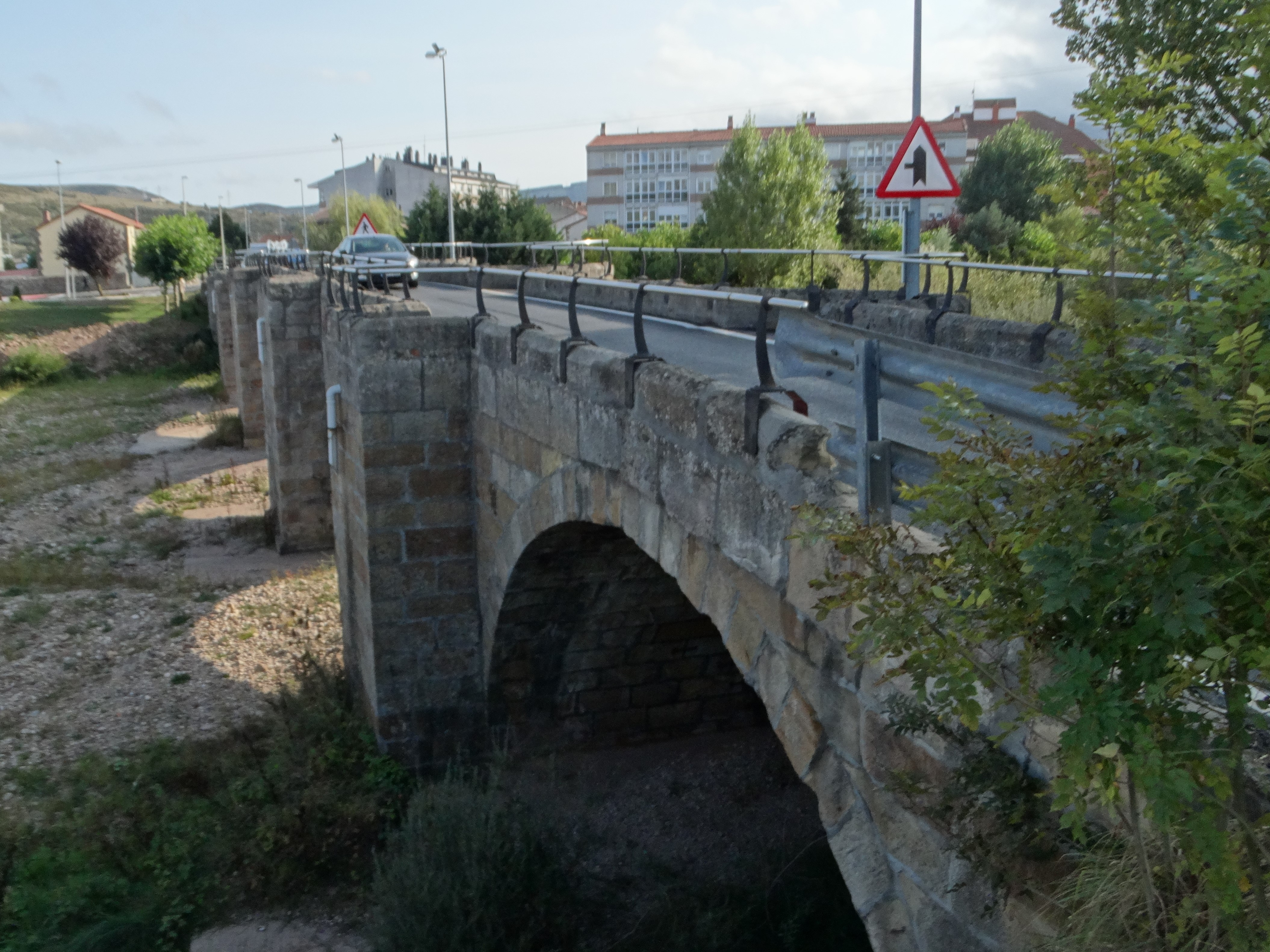
Puente de Matamorosa.

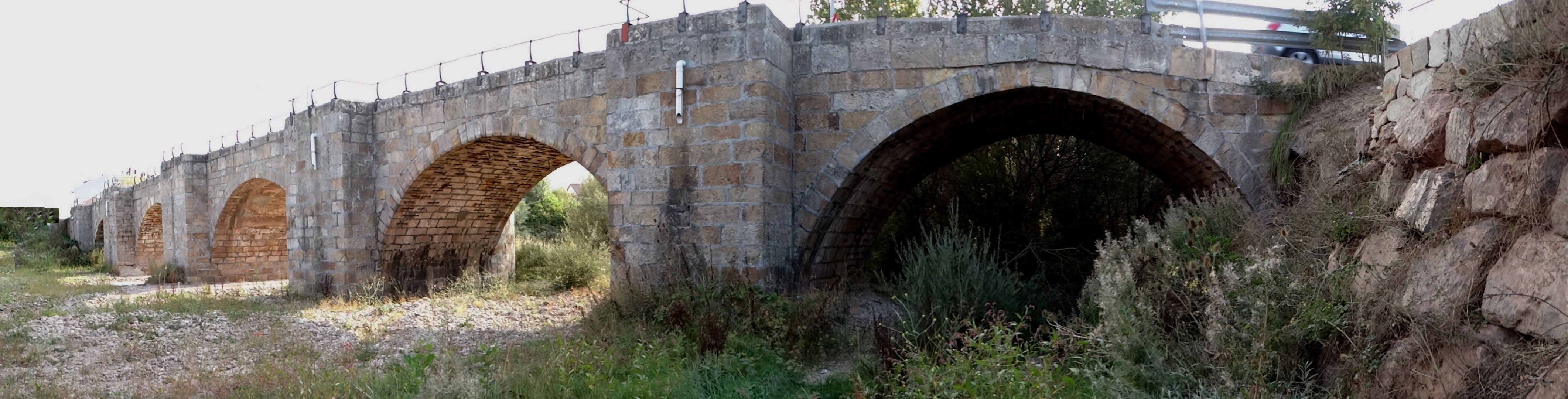
Puente de Matamorosa

- Puente ferroviario sobre el río Híjar. Aunque reconstruido y modernizado, todavía mantiene las pilas de piedra del viejo puente de viga de hierro en celosía, como la mayoría de los que se construyeron en la antigua línea de Alar del Rey-Reinosa-Santander. Esta obra civil corresponde al primer subtramo -hasta Reinosa- que se terminó de construir en 1857.

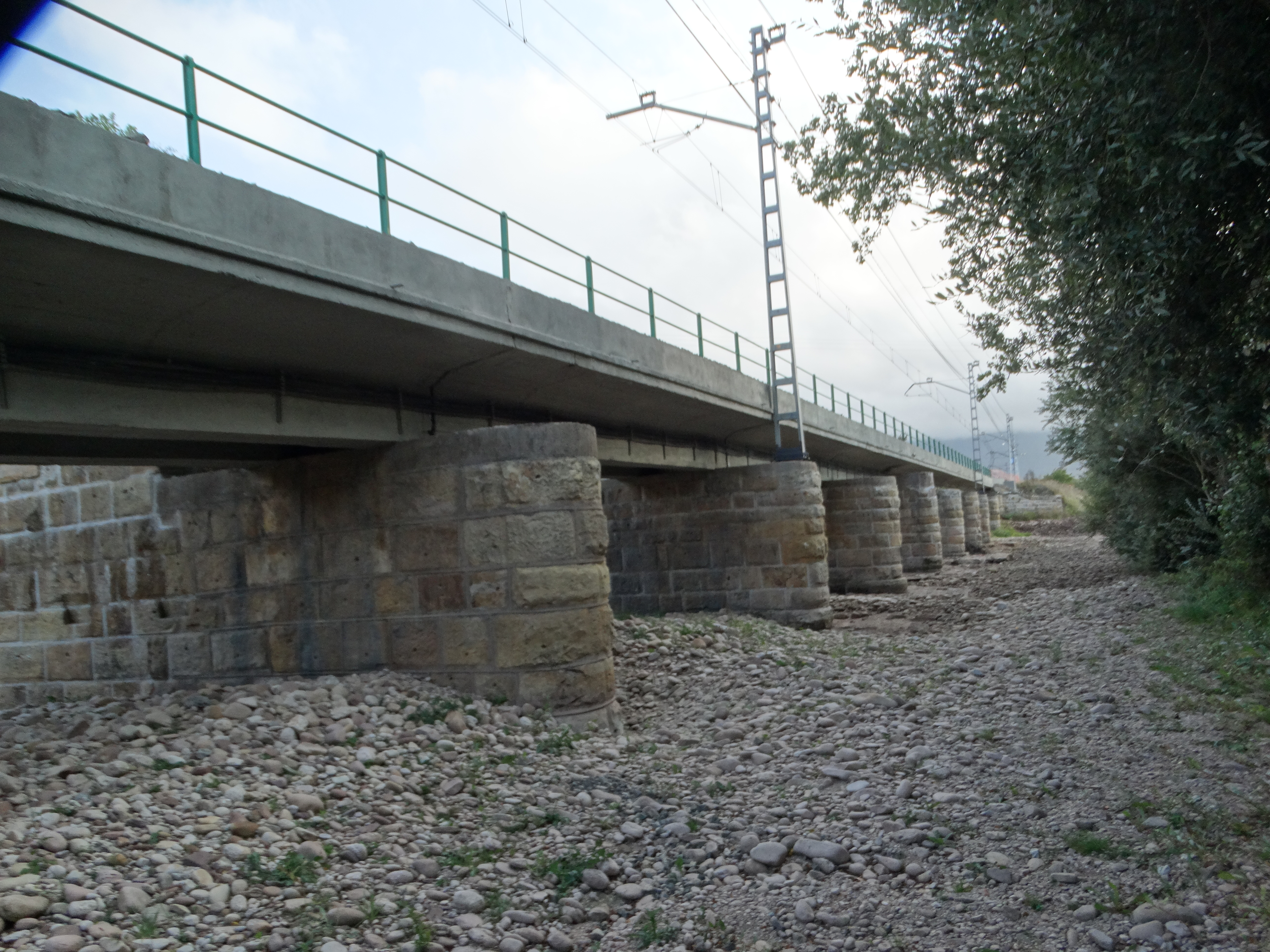
Puente ferroviario de Matamorosa

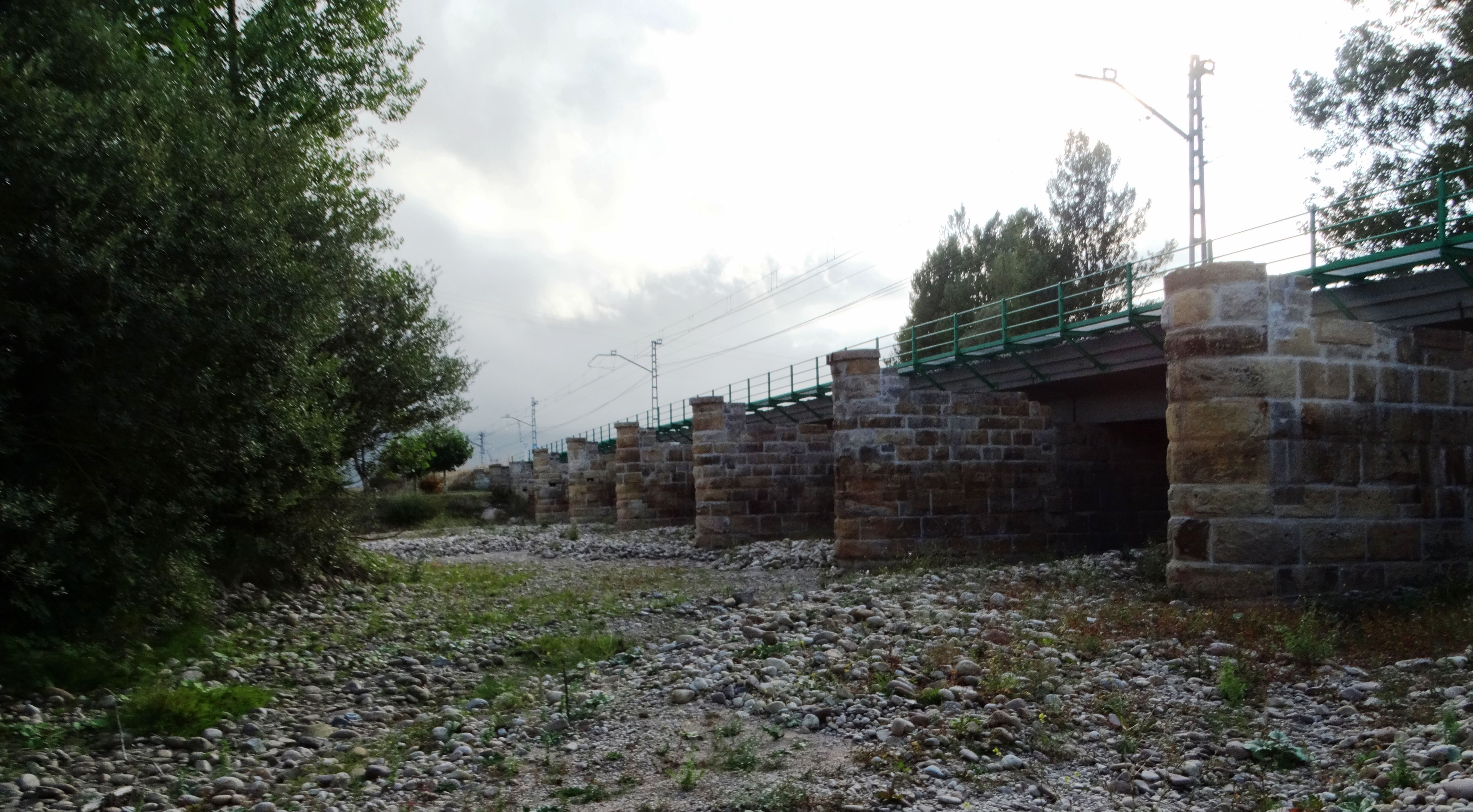
Puente ferroviario sobre río Híjar

- Pasarela de Las Asociaciones. El diseño es una especie de simbiosis entre la viga rígida de cualquier puente y el añadido de un cableado propio de puente colgante, conjunción a la que se le denomina «banda tensada». Inaugurada con fecha 5 de septiembre de 2017.

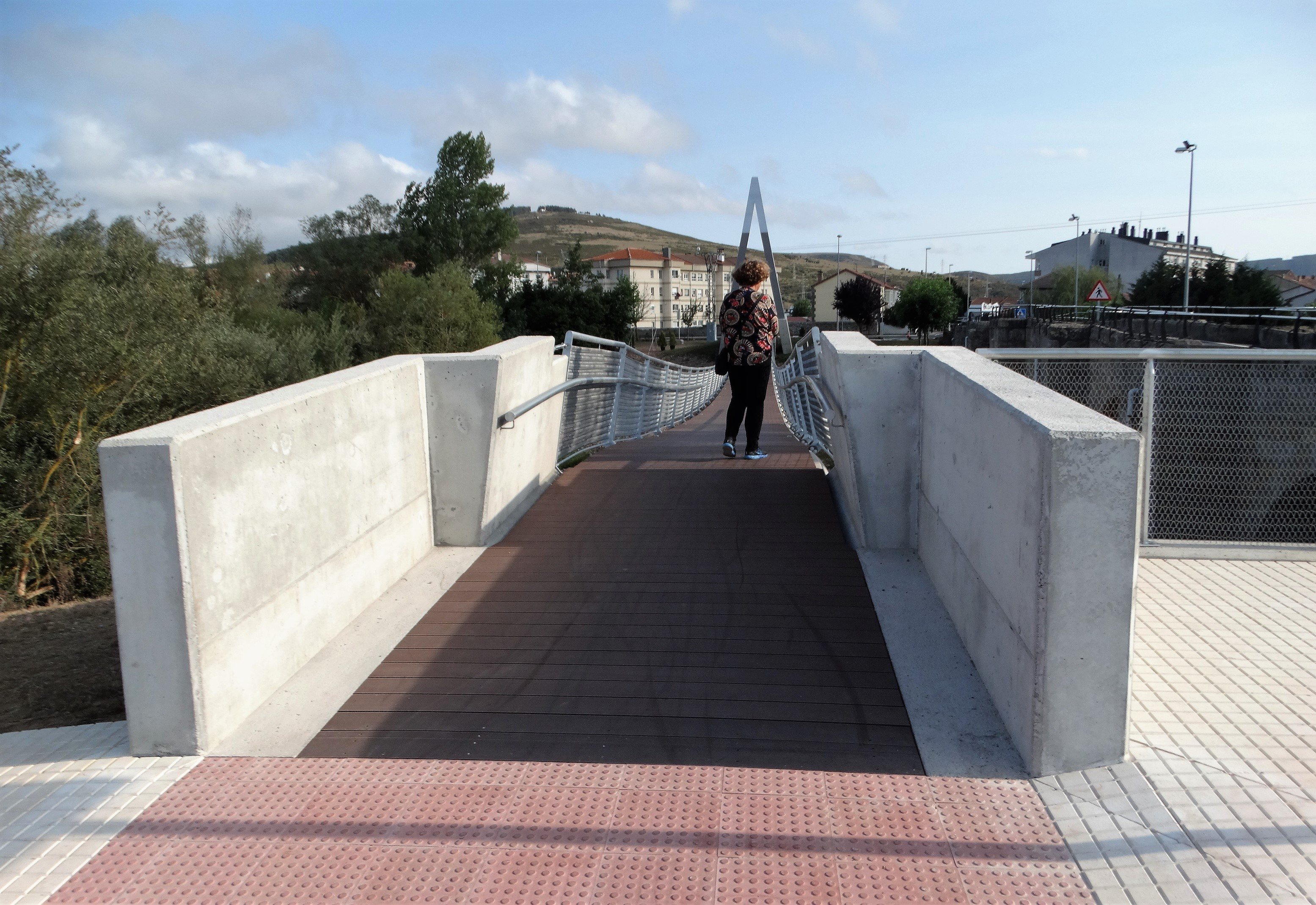
Pasarela de Las Asociaciones sobre el río Híjar.

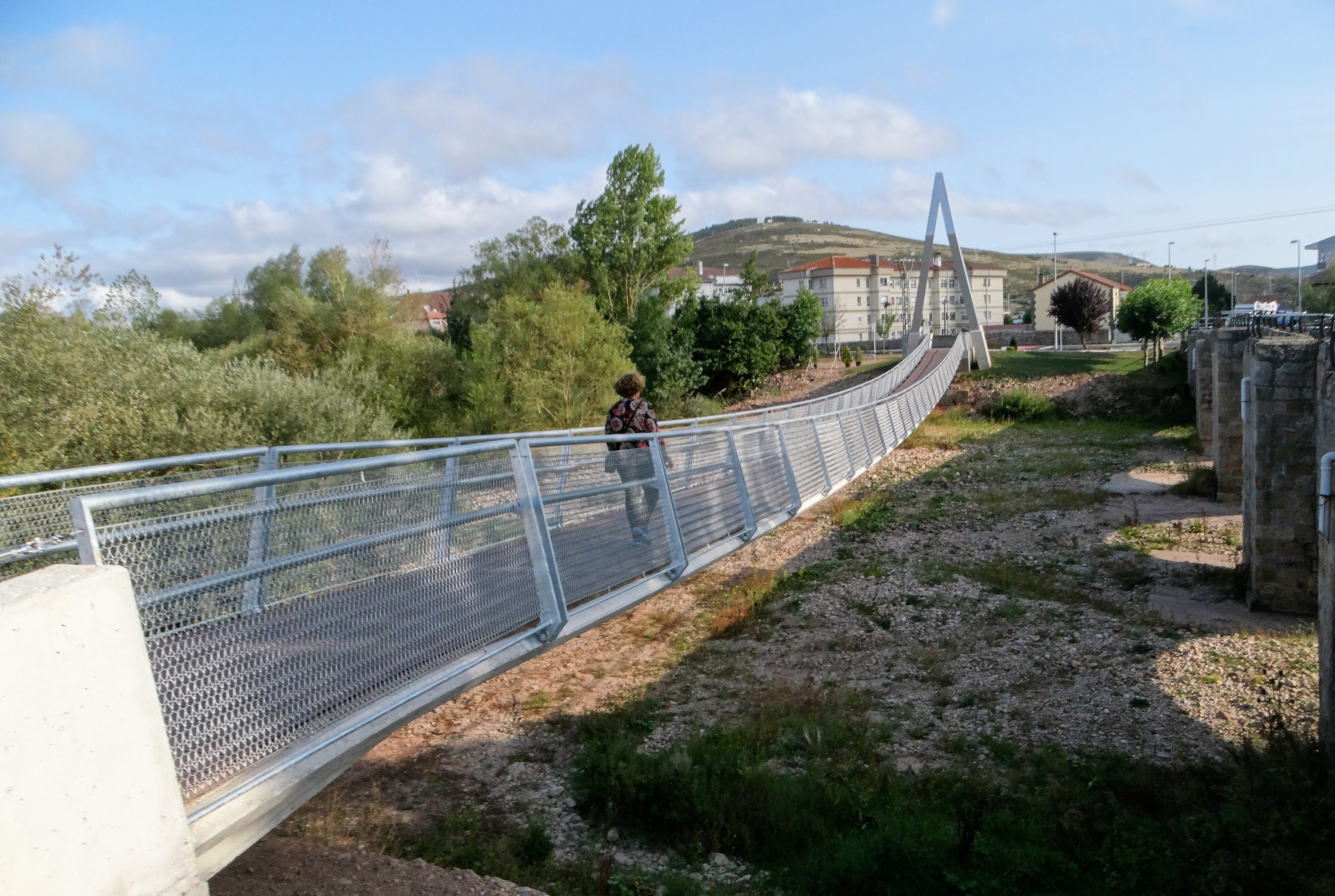
Pasarela de Las Asociaciones sobre el río Híjar.